# Ida Barber
Ida Barber, geb. von Punitzer (* 1842 in Berlin; † 5. Oktober 1931 in Wien) war eine deutsche Schriftstellerin. Sie schrieb auch unter dem Pseudonym Ida und Iwan Baranow.

## Leben
Barber heiratete 1873 und zog nach Leipzig, wo sie 1876 den Leipziger Hausfrauenverein gründete. Sie stand ihm bis 1880 als Präsidentin vor und zog in diesem Jahr nach Wien. In Wien gründete sie die Ferienkolonien, im Jahr 1885 den Studenten-Unterstützungs-Verein und schließlich 1886 den Verein der Wiener Schriftstellerinnen und Künstlerinnen.
Barber arbeitete ab 1880 für verschiedene Zeitschriften, darunter den Pester Lloyd, den Hamburger Correspondent und Oesterreichs Illustrirte Zeitung, und war mehrere Jahre als Redakteurin des Wiener Bazar tätig. Sie schrieb unter anderem zu Modethemen. Sie lebte 1898 in Purkersdorf bei Wien und verstarb 1931.

## Werke
- Lebensbilder. Novellensammlung. Czaki, Wien 1882. (Neuauflage 2023, ISBN 978-3-7437-4729-6)
- Gerächt, doch nicht gerichtet. 1884.[3]
- Mann zweier Frauen. 1885.[4]
- Verkaufte Frauen. 1885.[5]
- Versöhnt. 1885.[6]
- Aus der russischen Gesellschaft. 1887[7]
- Gebrochene Herzen. Erzählung. 1887.[8]
- Der neue Monechristo. 1891.[9]
- Genrebilder aus dem jüdischen Familienleben. Brandeis, Prag 1895.
- Wandlungen. Artikel in: Die Waffen nieder! Band 4 Nr. 12, S. 438–441.
- Ihr Schwiegersohn. Roman. Breitenstein, Leipzig/Wien 1896.
- Arbeit adelt. 1896.[10]
- Glaubenskämpfe. 3 Erzählungen. Brandeis, Prag 1900.
- Die rechte Liebe war es nicht. Roman. Mignon, Dresden 1919.